# Cihuateteo

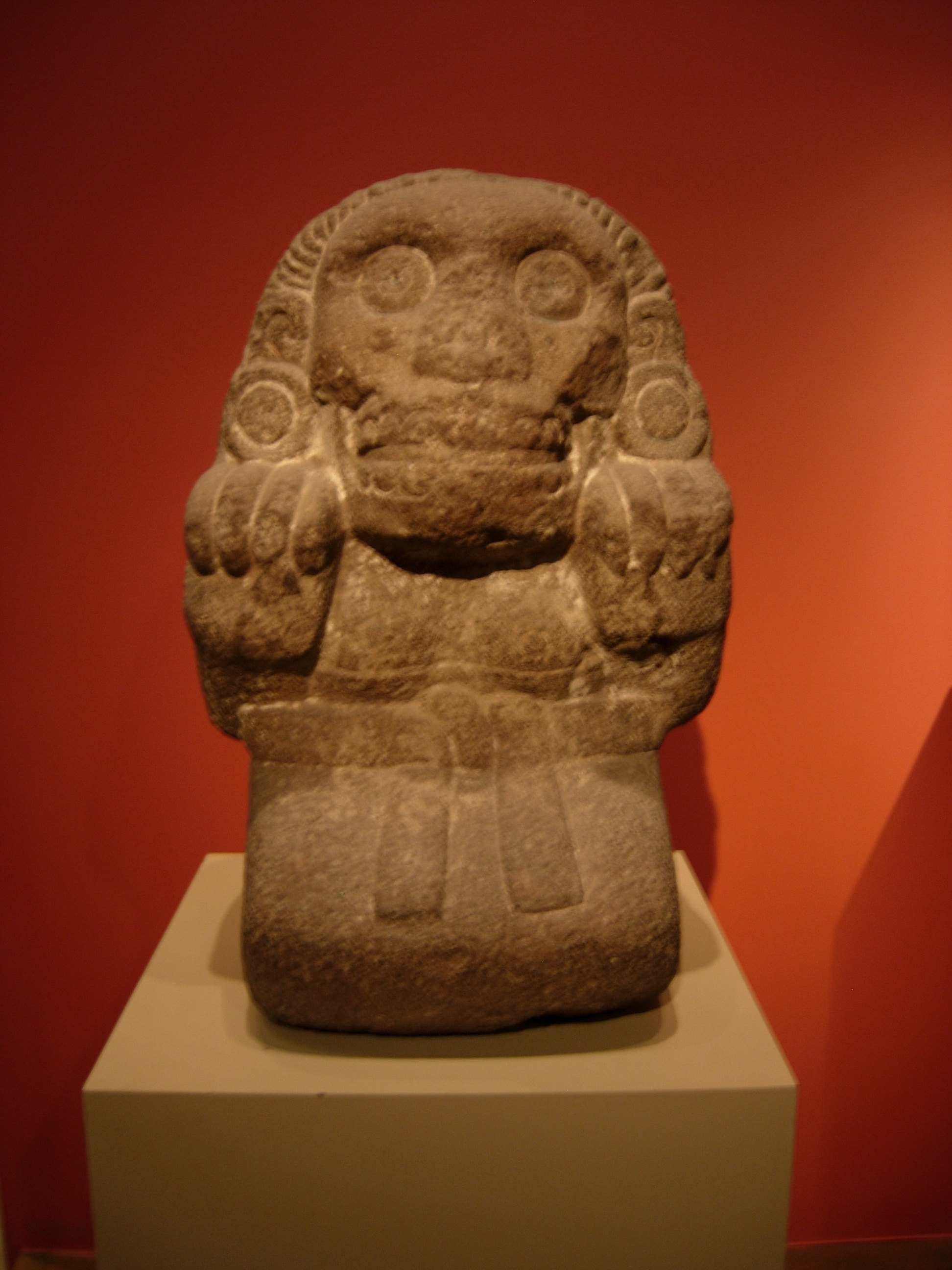
O statuetă cu Cihuateteo

În mitologia aztecă, Cihuateteo (de asemenea Ciuteoteo, Ciuateoteo sau Civateteo; singular Ciuateotl sau Cihuateotl, adică zeița) erau spiritele femeilor care mureau în timpul nașteii (mociuaquetzque). Nașterea unui copil a fost considerată o formă de luptă, iar victimele sale au fost onorate ca războinici căzuți în bătălie. Rămășițele lor fizice erau purtate de soldați în luptă pentru a le da puteri, în timp ce spiritele lor care se temeau de Cihuateteo însoțeau soarele în vest. Ele bântuiau răscrucile de drumuri, de asemenea, pe timp de noapte furau copii și provocau boli, în special convulsii și nebunie. De asemenea, îmbiau bărbații la necuviințe sexuale. 

Acest articol referitor la mitologia aztecă  este deocamdată un ciot. Puteți ajuta Wikipedia prin completarea sa!